# Julien Verdier
Julien Verdier (Julien, Victor Verdier), né le 13 janvier 1910 à Vanves et mort le 15 juillet 1999 à Dourdan, est un comédien français. Il est en 1947 acteur de la décentralisation théâtrale en accompagnant, avec Tonia Cariffa, Hubert Deschamps et Jacques Lecoq, Jean Dasté dans l'Isère pour y constituer la Compagnie des comédiens de Grenoble.
Il meurt dans l'Essonne et a été incinéré au Crématorium d'Avrainville.

## Filmographie

### Cinéma
- 1949 : Le Point du jour de Louis Daquin
- 1951 : Trois femmes d'André Michel
- 1952 : L'Appel du destin de Georges Lacombe - Le musicien
- 1952 : La Jeune Folle d'Yves Allégret - Le garçon de café
- 1952 : Nous sommes tous des assassins d'André Cayatte - Bauché
- 1952 : Suivez cet homme de Georges Lampin - Guy Courvoisier, le bijoutier
- 1953 : Avant le déluge d'André Cayatte - Le veilleur de nuit
- 1953 : Jeunes Mariés, de Gilles Grangier - Le gendarme
- 1954 : Les Chiffonniers d'Emmaüs de Robert Darène - Bastien
- 1954 : Huis clos de Jacqueline Audry - Le clochard
- 1954 : Leguignon guérisseur de Maurice Labro - Un mendiant
- 1955 : Le Couteau sous la gorge de Jacques Séverac - L'aveugle
- 1955 : Le Dossier noir d'André Cayatte
- 1955 : Gervaise de René Clément
- 1956 : Bonjour Toubib de Louis Cuny
- 1956 : Je reviendrai à Kandara de Victor Vicas
- 1956 : Le Salaire du péché de Denys de La Patellière - Le libraire
- 1957 : Escapade de Ralph Habib
- 1957 : Police judiciaire de Maurice de Canonge
- 1957 : Tamango de John Berry - Fernando
- 1958 : Les Naufrageurs de Charles Brabant
- 1959 : Le Dialogue des carmélites de R.L Bruckberger et Philippe Agostini
- 1959 : Meurtre en 45 tours de Etienne Périer - L'aveugle
- 1960 : Boulevard de Julien Duvivier - Jean Castanier
- 1960 : Il suffit d'aimer de Robert Darène
- 1961 : La Peau et les Os de Jean-Paul Sassy - Buttiaux
- 1961 : Bonne chance Charlie de Jean-Louis Richard
- 1961 : Le Monte-charge de Marcel Bluwal
- 1962 : Muriel ou le temps d'un retour d'Alain Resnais - Le loueur de chevaux
- 1963 : Mort, où est ta victoire ? d'Hervé Bromberger
- 1964 : Jean-Marc ou la Vie conjugale d'André Cayatte - Un portier
- 1964 : Week-end à Zuydcoote d'Henri Verneuil - L'infirmier
- 1964 : Les Chercheurs d'or de l'Arkansas  - "Die Goldsucher von Arkansas" de Paul Martin et Alberto Cardone
- 1965 : Piège pour Cendrillon d'André Cayatte - L'employé du garage
- 1966 : L'Authentique Procès de Carl-Emmanuel Jung de Marcel Hanoun
- 1966 : Safari diamants de Michel Drach - "sous réserves"
- 1967 : Mise à sac d'Alain Cavalier - Lebuisson
- 1969 : L'Ours et la Poupée de Michel Deville - Tabard
- 1972 : Beau Masque de Bernard Paul - M. Noblet
- 1972 : La Femme en bleu de Michel Deville - Le garçon de café
- 1974 : Messieurs les jurés (l'affaire Lusanger) - le greffier
- 1975 : La Soupe froide de Robert Pouret - Sacrovir
- 1975 : Pour le principe de Gérard Poitor - court métrage -
- 1976 : La Question de Laurent Heynemann - Le président Rocher
- 1977 : La nuit, tous les chats sont gris de Gérard Zingg - Le sexagénaire
- 1978 : L'Arrêt au milieu de Jean-Pierre Sentier - moyen métrage -
- 1987 : Si le soleil ne revenait pas de Claude Goretta
- 1987 : En silence de Benoît Pfauvadel - court métrage -
- 1988 : Une nuit à l'Assemblée nationale de Jean-Pierre Mocky - Le grand conseiller
- 1989 : Docteur Petiot de Christian de Chalonge - Le pharmacien
- 1991 : Sans rires (court-métrage) de Mathieu Amalric - Le quincailler

### Télévision
- 1962 : L'inspecteur Leclerc enquête, de Marcel Bluwal, épisode : Les blousons gris (série TV)
- 1965 : Dom Juan ou le Festin de Pierre de Marcel Bluwal
- 1966 : Rouletabille, feuilleton télévisé, épisode Rouletabille chez le Tsar de Jean-Charles Lagneau
- 1969 : En votre âme et conscience, épisode : L'Affaire Fieschi de  Claude Dagues
- 1971 : Tang d'André Michel (feuilleton télévisé)
- 1971 : Aux frontières du possible : le dossier des mutations V de Victor Vicas
- 1973 : Les Nouvelles Aventures de Vidocq, épisode "Vidocq et compagnie" de Marcel Bluwal
- 1974 : Puzzle, téléfilm d'André Michel : Durin
- 1974 : Ardéchois Cœur-Fidèle de Jean-Pierre Gallo (feuilleton TV)
- 1974 : Messieurs les jurés : L'Affaire Lusanger d'André Michel
- 1974 : Le Tribunal de l'impossible, épisode « Le baquet de Frédéric-Antoine Mesmer », réalisation de Michel Subiela
- 1975 : Salavin d'André Michel - Louis Salavin
- 1976 : La Poupée sanglante, feuilleton télévisé de Marcel Cravenne
- 1976 : Adios, mini-série réalisée par André Michel
- 1977 : François le champi, Téléfilm de Lazare Iglesis.
- 1977 : Désiré Lafarge  épisode : Désiré Lafarge et ce cher Alfred  de Jean-Pierre Gallo
- 1978 : L'Équipage d'André Michel
- 1979 : Le Baiser au lépreux d'André Michel
- 1979 : Saint Colomban et moi d'Hervé Baslé - téléfilm
- 1980 : Petit déjeuner compris - Feuilleton en 6 épisodes de 52 min - de Michel Berny : M. Leroux père
- 1980 : Les Mystères de Paris d'André Michel
- 1983 : La Chambre des dames de Yannick Andréi
- 1983 : Un adolescent d'autrefois d'André Michel
- 1988 : Les Enquêtes du commissaire Maigret, série télévisée, de Gérard Gozlan épisode Le Notaire de Châteauneuf
- 1991 : Maigret et la Grande Perche de Claude Goretta : Maitre Orin

## Théâtre
- 1947 : L’Ombre d’un franc-tireur de Sean O’Casey, mise en scène André Clavé, Théâtre Albert 1er
- 1947 : Asmodée de François Mauriac, mise en scène Fernand Ledoux, Centre dramatique de l'Est Colmar
- 1947 : L'Arlésienne d'Alphonse Daudet, mise en scène André Clavé, Centre dramatique de l'Est Colmar
- 1947 : Boubouroche, Théodore cherche des allumettes, Les Bourlingrins de Georges Courteline, mise en scène André Clavé, Centre dramatique de l'Est Colmar
- 1948 : Le Chariot de terre cuite de Sudraka, mise en scène André Clavé, Centre dramatique de l'Est Colmar
- 1948 : Le Bourgeois gentilhomme de Molière, mise en scène André Clavé, Centre dramatique de l'Est Colmar
- 1948 : Tartuffe de Molière, mise en scène André Clavé, Centre dramatique de l'Est Colmar
- 1952 : La Puissance et la gloire de Pierre Bost, Pierre Darbon et Pierre Quet d'après Graham Greene, mise en scène André Clavé, Théâtre de l'Œuvre
- 1953 : La Puissance et la gloire de Pierre Bost, Pierre Darbon et Pierre Quet d'après Graham Greene, mise en scène André Clavé, Théâtre des Célestins
- 1957 : Le Cercle de craie caucasien de Bertolt Brecht, mise en scène Jean Dasté, Comédie de Saint-Étienne
- 1962 : La Charrue et les étoiles de Sean O'Casey, mise en scène Jean Dasté, Comédie de Saint-Étienne, Théâtre Montparnasse
- 1967 : L'Arme blanche de Victor Haïm, mise en scène François Darbon, Théâtre de l'Athénée
- 1969 : Dom Juan de Molière, mise en scène Patrice Chéreau, Théâtre du Huitième Lyon, Théâtre de Sartrouville
- 1970 : Richard II de William Shakespeare, mise en scène Patrice Chéreau, Théâtre du Gymnase,  Théâtre national de l'Odéon